# Leptocentrus macarangae
Leptocentrus macarangae är en insektsart som beskrevs av Boulard 1969. Leptocentrus macarangae ingår i släktet Leptocentrus och familjen hornstritar. Inga underarter finns listade i Catalogue of Life.